# Фундан (Португалия)
Фундан (порт.  Fundão; [fũ'dɐ̃ũ]) — город в Португалии, центр одноимённого муниципалитета в составе округа Каштелу-Бранку. Численность населения — 9 тыс. жителей (город), 31,2 тыс. жителей (муниципалитет). Город и муниципалитет входит в экономико-статистический регион Центр и субрегион Кова-да-Бейра. По старому административному делению входил в провинцию Бейра-Байша.
Покровителем города считается Мартин Турский (порт. São Martinho).
Праздник города — 15 сентября.

## Расположение
Город расположен в 36 км на север от адм. центра округа города Каштелу-Бранку.
Муниципалитет граничит:
- на севере — муниципалитеты Ковильян, Белмонти, Сабугал
- на востоке — муниципалитеты Пенамакор, Иданья-а-Нова
- на юге — муниципалитет Каштелу-Бранку
- на юго-западе — муниципалитет Олейруш
- на западе — муниципалитет Пампильоза-да-Серра

## Население
| Население муниципалитета Фундан (1801—2004) | Население муниципалитета Фундан (1801—2004) | Население муниципалитета Фундан (1801—2004) | Население муниципалитета Фундан (1801—2004) | Население муниципалитета Фундан (1801—2004) | Население муниципалитета Фундан (1801—2004) | Население муниципалитета Фундан (1801—2004) | Население муниципалитета Фундан (1801—2004) | Население муниципалитета Фундан (1801—2004) |
| ------------------------------------------- | ------------------------------------------- | ------------------------------------------- | ------------------------------------------- | ------------------------------------------- | ------------------------------------------- | ------------------------------------------- | ------------------------------------------- | ------------------------------------------- |
| 1801                                        | 1849                                        | 1900                                        | 1930                                        | 1960                                        | 1981                                        | 1991                                        | 2001                                        | 2004                                        |
| 14 658                                      | 15 821                                      | 35 248                                      | 42 932                                      | 47 593                                      | 32 089                                      | 31 687                                      | 31 482                                      | 31 297                                      |

## История
Город основан в 1747 году.

## Районы
В муниципалитет входят следующие районы:
| - Алкайде - Алкария - Алконгошта - Алдейя-Нова-ду-Кабу - Алдейя-де-Жоанеш - Алпедринья - Аталайа-ду-Кампу - Баррока - Богаш-де-Байшу - Богаш-де-Сима - Капинья | - Каштележу - Каштелу-Нову - Донаш - Эншамеш - Эшкаригу - Фатела - Фундан - Жанейру-де-Сима - Лавакольюш - Мата-да-Раинья | - Орка - Перу-Визеу - Повуа-де-Аталайа - Салгейру - Силвареш - Соальейра - Соту-да-Каза - Тельяду - Вале-де-Празереш - Валверде |